# Metastrongylidae
Metastrongylidae är en familj av rundmaskar. Enligt Catalogue of Life ingår Metastrongylidae i ordningen Strongylida, klassen Secernentea, fylumet rundmaskar och riket djur, men enligt Dyntaxa är tillhörigheten istället ordningen Strongylida, klassen Adenophorea, fylumet rundmaskar och riket djur. Enligt Catalogue of Life omfattar familjen Metastrongylidae 3 arter. 
Arterna lever som parasiter i däggdjurens andningsorgan eller blodcirkulationssystemet.
Kladogram enligt Catalogue of Life och Dyntaxa:
| Metastrongylidae | \| \| Angiostrongylus \| \| \| \| \| \| Metastrongylus \| \| \| \| |
|                  | \| \| Angiostrongylus \| \| \| \| \| \| Metastrongylus \| \| \| \| |
|                  | Amidostomatidae                                                    |
|                  |                                                                    |
|                  | Ancylostomatidae                                                   |
|                  |                                                                    |
|                  | Ancylostomidae                                                     |
|                  |                                                                    |
|                  | Angiostrongylidae                                                  |
|                  |                                                                    |
|                  | Cloacinidae                                                        |
|                  |                                                                    |
|                  | Crenosomatidae                                                     |
|                  |                                                                    |
|                  | Dictyocaulidae                                                     |
|                  |                                                                    |
|                  | Filaroididae                                                       |
|                  |                                                                    |
|                  | Heligosomidae                                                      |
|                  |                                                                    |
|                  | Herpetostrongylidae                                                |
|                  |                                                                    |
|                  | Molineidae                                                         |
|                  |                                                                    |
|                  | Ornithostrongylidae                                                |
|                  |                                                                    |
|                  | Pharyngostrongylidae                                               |
|                  |                                                                    |
|                  | Protostrongylidae                                                  |
|                  |                                                                    |
|                  | Pseudaliidae                                                       |
|                  |                                                                    |
|                  | Skrjabingylidae                                                    |
|                  |                                                                    |
|                  | Strongylidae                                                       |
|                  |                                                                    |
|                  | Syngamidae                                                         |
|                  |                                                                    |
|                  | Trichostrongylidae                                                 |
|                  |                                                                    |
|                  | Uncinariidae                                                       |
|                  |                                                                    |
|                  | Angiostrongylus                                                    |
|                  |                                                                    |
|                  | Metastrongylus                                                     |
|                  |                                                                    |

|  | Angiostrongylus |
|  |                 |
|  | Metastrongylus  |
|  |                 |

## Bildgalleri

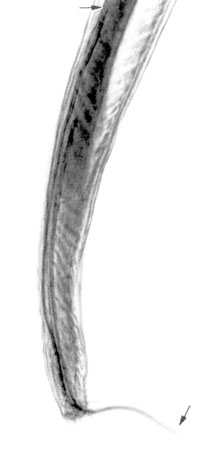
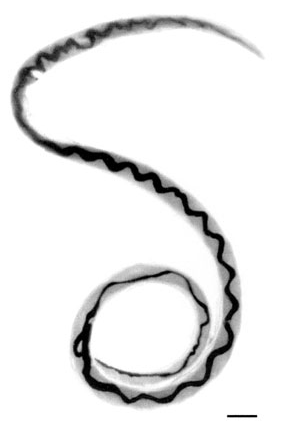